# William Child-Villiers, 10. Earl of Jersey
George Francis William Child-Villiers, 10. Earl of Jersey (* 5. Februar 1976 in Jersey), beruflich bekannt als William Villiers, ist ein britischer Peer, Filmproduzent, Schauspieler und Schriftsteller.

## Bildung und Karriere
Jersey ist der älteste Sohn des Gitarristen George Child-Villiers, Viscount Villiers (1948–1998) aus dessen zweiter Ehe mit Sasha Jane Hooper Valpy. Er ging auf die Mount House School in Tavistock, Devon, die Canford School in Wimborne, Dorset, und die Birmingham School of Speech and Drama in Birmingham. Ab dem Tod seines Vaters am 19. März 1998 führte er als Heir apparent seines Großvaters George Child-Villiers, 9. Earl of Jersey den Höflichkeitstitel Viscount Grandison (im Einklang mit der Familientradition, laut der ein Erbe abwechselnd Viscount Villiers oder Viscount Grandison genannt wird). Im August 1998 erbte er von seinem Großvater dessen Adelstitel als 10. Earl of Jersey, 16. Viscount Grandison, 13. Viscount Villiers und 13. Baron Villiers, einschließlich des damit verbundenen Sitzes im House of Lords. Letzteren verlor er jedoch bereits im November 1999 durch das Inkrafttreten der Oberhausreform. Lord Jersey ist Schirmherr mehrerer Wohltätigkeitsorganisationen, aber sein Hauptinteresse gilt dem Sport, insbesondere dem Rugby. 2008 gründete er den Lord Jersey Rugby Cup für Schul-Rugby bis zu einem Alter von 16 Jahren.

## Familiensitz
2007 bot der Earl of Jersey den Familiensitz Radier Manor für 12,5 Millionen £ zum Verkauf an, zusammen mit einigen Grundstücken und 70 Acres (280.000 m²) Ländereien auf Jersey, aber das Angebot wurde später zurückgezogen.

## Familie
Am 16. August 2003 heiratete er Marianne Simonne De Guelle, eine Tochter von Peter and Jeannette De Guelle, in St Martin de Grouville, Jersey. Mit ihr hat er drei Töchter und einen Sohn:
- Lady Mia Adriana Marie Rose Child-Villiers (* 28. Dezember 2006)[6]
- Lady Amelie Natasha Sophia Child-Villiers (* 14. April 2008)[7]
- Lady Evangeline Antonia Adela Child-Villiers (* 9. Februar 2011)
- George Henry William Child-Villiers, Viscount Villiers (* 1. September 2015).

Er ist ein Cousin zweiten Grades des Schauspielers Bart Ruspoli (* 1976).

## Filmographie
- Jack Says (2008) Executive Producer
- London: The Greatest City (2004) (Fernsehen)
- Four (2002) (Fernsehen)
- The Long Night (2002) (Video)